# Tiffin River
Der Tiffin River  ist ein 121 km langer linker Nebenfluss des Maumee River im südöstlichen Michigan und im nordwestlichen Ohio.
Er entwässert überwiegend landwirtschaftlich genutztes Gebiet, das im Einzugsbereich des Eriesee liegt. Der Oberlauf des Flusses in Michigan und Ohio nördlich von Burlington wurde zeitweilig auch Bean Creek genannt. Weitere Namen des Tiffin Rivers sind Tiffin Creek und Little River.
Der Tiffin River entspringt im südöstlichen Michigan an der Grenze der beiden Countys Hillsdale und Lenawee, etwa 19 km östlich der Stadt Hillsdale. Er fließt zunächst nach Süden, bis er das nordwestliche Ohio erreicht, schwenkt nun nach Südwesten und durchquert das westliche Fulton County und den Goll Woods State Nature Preserve. Dieser ist ein Überrest des Great Black Swamp mit bis 400 Jahre alten Eichen, die früher das ganze Gebiet südwestlich des Eriesees bedeckten. Ab der Ortschaft Stryker fließt der Tiffin River mäandrierend in südlicher Richtung und erreicht den Maumee River rund 3 km westlich der Stadt Defiance.